# Гадаев, Магомед-Салах
Магомед-Салах Гадаев (6 декабря 1909, Чурч-Ирзу, Ножай-Юртовское сельское поселение — 24 декабря 1972) — чеченский поэт, писатель, драматург и учёный.

## Биография
Родился Магомед-Салах Гадаев в селе Чурчу-Ирзе 6 декабря 1909 года. В 1924 году его семья переезжает в село Нижний Герзель, где он оканчивает четыре класса начальной сельской школы. В 1928 году поступает на рабфак в Ростове-на-Дону, где начинает литературную и научную деятельность. Работает в аппарате крайисполкома.
Но уже 1930-е годы возвращается в Чечню и работает научным сотрудником Чечено-Ингушского научно-исследовательского института истории, языка и литературы, где проводит фольклорные и космологические исследования.
Занимается переводом на чеченский язык произведений Лермонтова, Толстого, Пушкина, Некрасова, Шевченко. В это время выходят в свет его романы «Два человека» и «Ночной всадник», повести «Невестка», «Грузин» и «Дикость», рассказы «Хазман», «Друзья» и др. И в 1940 году публикует поэтический сборник «Стихи».
В 1938 году у него рождается сын Руслан.
В 1942 году Магомед-Салах Гадаев в соавторстве с ученым-языковедом и просветителем Сираждином Эльмурзаевым составляют хрестоматию для средней школы «Литература на родном языке».
В 1942 году Гадаева обвиняют в антисоветской агитации и участии в национал-троцкистской организации и осуждают на 15 лет лагерей. В лагере он пишет труд «К вопросу о правописании чеченского языка», и направляет эту работу в Чечено-Ингушский научно-исследовательский институт языка и литературы. В этом труде Гадаев предлагает переработанный вариант орфографии и морфологии, облегчающий восприятие и усвоение текста.
В 1947 году врачи обнаруживают язву желудка. А позже, в 1952 году — рак желудка.
В 1957 году его освобождают. Гадаев едет в Киргизию, где жила его депортированная в 1944 году семья, и возвращается с ними в Чечню. Магомед-Салах для учащихся третьих классов составляет учебник чеченского языка и несколько поэтических сборников. Публикует в республиканской газете поэму «Ночной всадник». Составляет «Словарь правописания чеченского языка» (не издан).
В 1957 году его повторно арестовывают за убийство писателя, оскорбившего чеченский народ. Но расстрел заменяют осуждением на 25 лет тюремного заключения. После ходатайства председателя правления Союза писателей Чечено-Ингушетии Саидбея Арсанова срок сокращают до 15 лет.
В 1972 году он возвращается домой, где под псевдонимом готовит к изданию сборники «Исповедь», «Последняя любовь», «Разговор с чинарой», «Горячее сердце», «Любовная лирика», «Партизаны», «Ночной всадник».
В декабре 1972 года Гадаев Магомед-Салах умирает. Его похоронили в его родном селе Чурчу-Ирзе, в Ножай-юртовском районе.
В 2003 году выходят в свет сборники «Баллада о Джихаде» и «Антология чеченской поэзии», включающие произведение Гадаева.

## Научные труды

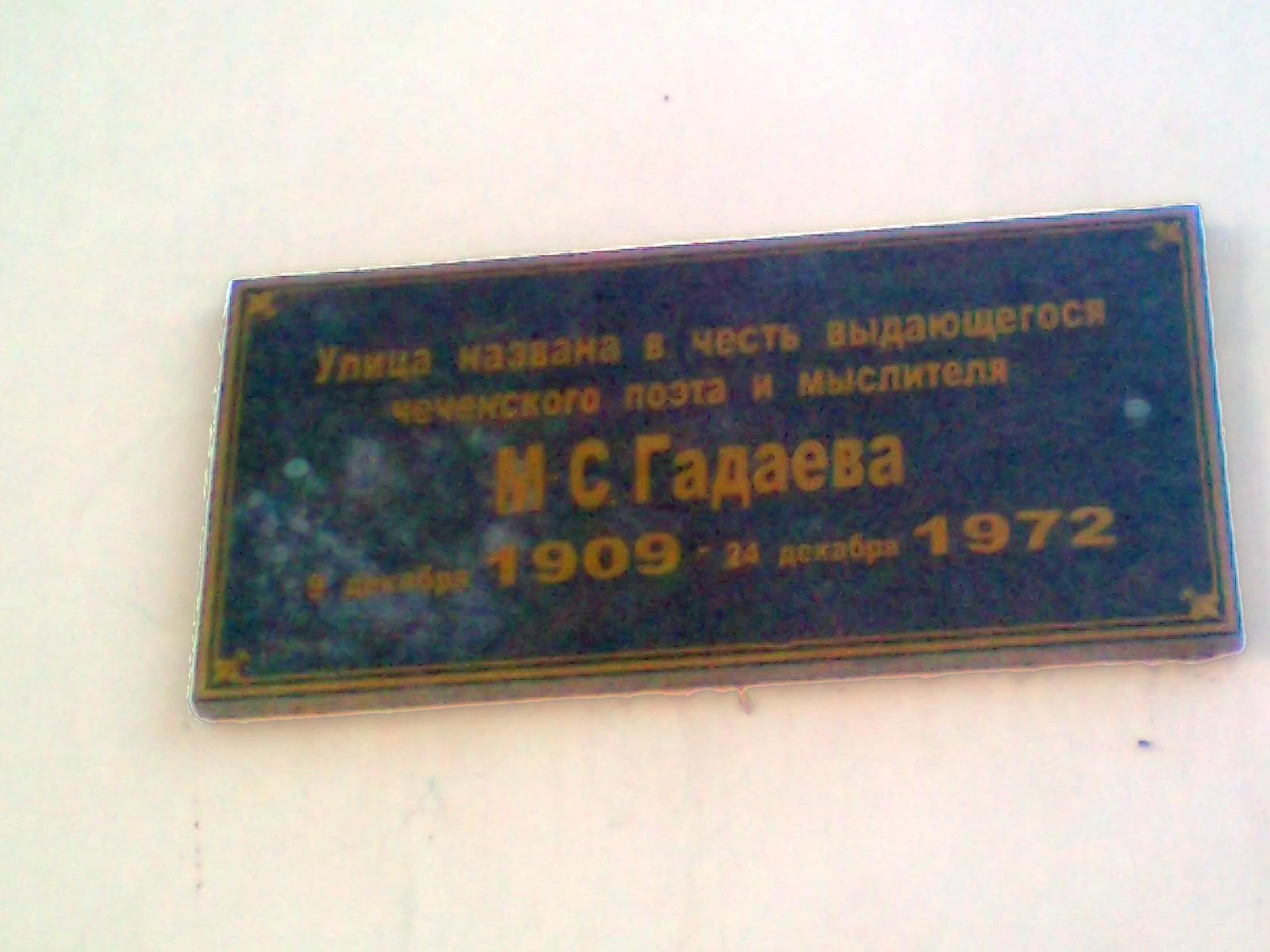
Улица Гадаева в Грозном

- «Основные законы диалектики механического движения неорганической материи»
- «О количественных и качественных изменениях в процессе развития»
- «Программа „Спектроплотность“ распределения звезд»
- «Об антимарксистском характере космогонических гипотез академиков О. Ю. Шмидта и В. Г. Фесенкова»
- «Рождение марксистской философии и её буржуазная критика»
- «Движения неживой материи»
- «Простые размышления о сложных вещах»
- «Время, пространство, бесконечность»
- «О современной модели атома»
- монография «О языке»
- «О вайнахском стихосложении»
- «К теории перевода» (остался незавершенным)
- «Картина мира» в соавторстве с физиком Самадом Баймурадовым (1952 год)
- «Основные законы диалектики неорганической химии» (1954 год)
- «Временные, качественные изменения материального мира» (1956 год)
- «Программа выявления звезд (спектр-плотность)» (1956 год)

## Память
Его именем названы улицы в селах Балансу, Чурч-Ирзу, Кадыротар Хасавюртовского района Дагестана.